# Air Corps Tactical School
Die Air Corps Tactical School (abgekürzt ACTS) war eine Ausbildungseinrichtung für Offiziere des United States Army Air Corps, die unter wechselnden Bezeichnungen und an zwei verschiedenen Standorten von 1920 bis 1940 bestand. Als erste solche Einrichtung weltweit spielte sie eine bedeutende Rolle bei der Vorbereitung der US-Luftstreitkräfte auf den Zweiten Weltkrieg und griff dabei auf die Erfahrungen des Ersten Weltkriegs zurück. An ihr wurden Strategie und Taktik sowie Techniken des Luftkriegs gelehrt und die in dieser Zeit kursierenden Theorien der Luftmacht (englisch Airpower) aufgegriffen und weiterentwickelt. Zahlreiche hohe Befehlshaber der späteren United States Army Air Forces durchliefen hier ihre Ausbildung.

## Geschichte
Die Einrichtung einer Air Service Field Officers’ School, wie auch einer Reihe anderer solcher Einrichtungen, wurde am 25. Februar 1920 durch das US-Department of War auf Basis der Empfehlungen des Director of Air Service Charles T. Menoher vom Vorjahr autorisiert und im Juli desselben Jahres wurde Major Thomas D. Milling mit der Organisation der Schule auf Langley Field, Virginia, beauftragt. Ihm wurden 17 Offiziere im Rang vom Major bis zum Second Lieutenant zugewiesen, von denen neun als Ausbilder fungierten und die anderen acht die ersten Schüler wurden. Im Laufe des Sommers wurde ein Ausbildungscurriculum aufgestellt und im November 1920 die Schule offiziell eröffnet. Der erste der auf neun Monate angelegten Jahrgänge wurde durch die Aufstellung der First Provisional Air Brigade unter Billy Mitchell im Frühjahr 1921 verkürzt, der in dieser Zeit seine Bombardierungsversuche erbeuteter deutscher Kriegsschiffe durchführte.
1922 wurde das Ausbildungswesen des Air Service reformiert und der Name der Schule geändert in Air Service Tactical School, und ab 1926 firmierte sie dann als Air Corps Tactical School. Sie litt in dieser Zeit noch unter der hohen Fluktuation der Ausbildungskräfte, was erst 1924 durch eine Mindestdauer des Verbleibs im Lehrpersonal von zwei Jahren teilweise behoben wurde. Das Ausbildungsprogramm, das anfangs sehr breit angelegt war, wurde mit der Zeit verfeinert und insbesondere auf Taktik, Strategie und Doktrin spezialisiert und zugeschnitten. Außerdem wurde ein Teil der Ausbildungszeit für die fliegerische Weiterbildung aufgewandt. Die Zahl der Absolventen stieg während der Zeit in Langley stetig von 20 im Jahr 1927 auf 39 im Jahr 1931. Seit Mitte der 1920er Jahre nahmen auch einzelne Angehörige anderer Waffengattungen der Army (Infanterie, Kavallerie, Feldartillerie, Küstenartillerie, Signal Corps) sowie Angehörige des Marine Corps an der Ausbildung teil. Ende der 1920er Jahre suchte man aufgrund des steigenden Bedarfs an Unterbringungsmöglichkeiten nach einer Ersatzeinrichtung, wobei anfangs Miller Field auf Staten Island, New York präferiert wurde, aber schließlich wurde das Maxwell Field in Montgomery, Alabama ausgewählt. Die anfallenden Kosten wurden Anfang 1929 vom Kongress autorisiert, aber erst zwei Jahre später konnte der Umzug erfolgen. In Maxwell Field befand sich ab 1933 auch das wichtige Air Corps Board.

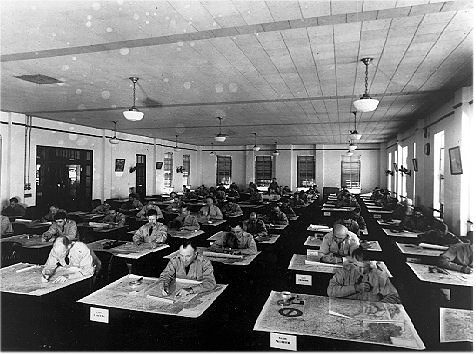
Studenten bei einer Übung im Klassenraum, 1930er

Die Kapazität eines Jahrgangs stieg bis zur Einstellung des Lehrbetriebs 1940 auf 60 bis 70 Studenten. Im letzten Jahr ihres Bestehens wurden statt eines Jahrgangs vier zwölfwöchige Kurse abgehalten, an denen rund 380 Offiziere teilnahmen. Insgesamt durchliefen über 900 Studenten die Schule, von denen die meisten zum Zeitpunkt des Eintritts der Vereinigten Staaten in den Zweiten Weltkrieg im Dezember 1941 noch im aktiven Dienst standen. Viele von ihnen rückten während des Krieges in hohe Kommandopositionen auf. Unter den Absolventen der Schule, die das Kriegsende erlebten, waren drei Viersternegenerale (Joseph T. McNarney, George Kenney und Carl A. Spaatz) sowie elf Dreisternegenerale (Delos Carleton Emmons, George H. Brett, Barton Kyle Yount, Ira C. Eaker, Barney M. Giles, Harold L. George, John K. Cannon, Hoyt S. Vandenberg, George E. Stratemeyer, Nathan F. Twining, Ennis Whitehead) der USAAF. Von den 320 Generalen der USAAF bei Kriegsende waren 261 Absolventen der ACTS.
Die Bibliothek und die Kursunterlagen der Schule wurden aufbewahrt und bildeten den Grundstock für die spätere AAF School of Applied Tactics und die Air University.